# Черноморское побережье России

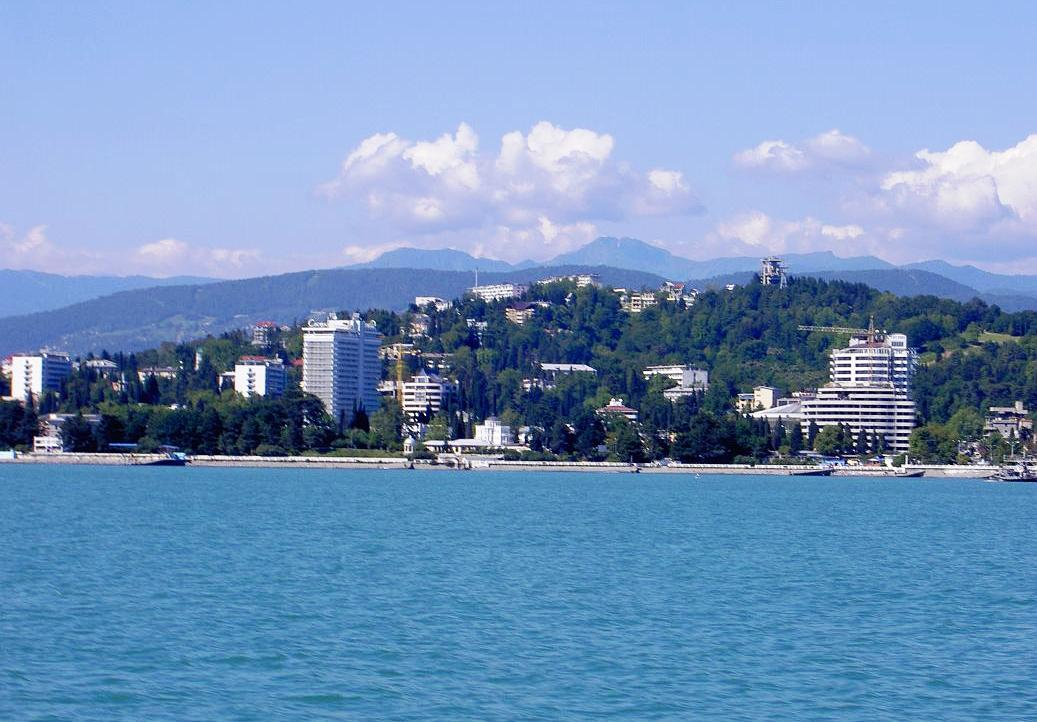
Вид на Сочи и Кавказские горы с моря

Черномо́рское побере́жье Росси́и (Российская ривьера, Российские субтропики) включает в себя прибрежную полосу в Краснодарском крае от Адлера до Таманского полуострова и, в рамках законодательства России, южное и западное побережья Крымского полуострова от мыса Такиль до Перекопского перешейка общей длиной свыше 1171 км. По этому показателю Россия уступает Турции, но опережает Украину и другие страны Причерноморья. Крымское побережье длиной порядка 750 км, как и контролируемая Россией территория Крыма, является объектом территориальных разногласий с Украиной. Значительная часть черноморского побережья России расположена в субтропической зоне разной степени увлажнения и на бо́льшей части своей протяжённости является курортной зоной. Океанографию черноморского бассейна активно изучает Южное отделение Института океанологии Российской Академии наук.

## Длина береговой линии
Длина береговой линии сильно зависит от точности измерений. По разным данным, длина черноморского побережья Кавказа России составляет 400—450 км. Из них порядка 145 км входят в состав Большого Сочи, в том числе пляжная полоса Сочи составляет 118 км — так называемая «Российская ривьера».

## География
Российский участок Черноморского побережья Кавказа и Крыма расположен в крайней северной части субтропического пояса. Полосы Анапа—Туапсе Черноморского побережья России — сухие субтропические регионы России, схожие по климату с южным каспийским побережьем республики Дагестан. Полоса Туапсе-Сочи (Адлер) — единственные в России и самые северные в мире области влажных субтропиков.
В восточной части Чёрного моря граница между климатическими поясами проходит прямо по цепям Главного Кавказского хребта, то есть Большой Кавказ является естественным барьером, разделяющим умеренный пояс (к северу от него) и субтропический (к югу). Горная система затрудняя перенос холодных воздушных масс с севера на юг, в Закавказье, и тёплых с юга на север, в Предкавказье. Горная преграда в виде Большого Кавказа особенно ощутима зимой, когда Предкавказье заполняется холодными массами воздуха, приходящими с севера и северо-востока, а Закавказье защищено от их вторжения.
На крайнем севере береговая линия побережья извилистая, низменная, имеется множество болот (дельта Кубани), пресных озёр и солоноватых лиманов — (Витязевский лиман и другие). Имеются песчаные косы, отмели, наносы, плавни, полуострова (Тамань). После Анапы берег принимает горный характер, имеются две крупные бухты-порты: Новороссийская (Цемесская) и Геленджикская. После Геленджика берег имеет ровный характер, прерываясь лишь устьями и конусами выноса небольших рек, стекающих с Кавказского хребта в Чёрное море. Местами берег обрывист и скалист, выделяется скала Киселёва вблизи Туапсе. Отличительная особенность Черноморского побережья России — наличие здесь нескольких типов пляжей на относительно коротком 500-километровом участке. Есть здесь и мягкие мелкопесочные, жёсткие крупногалечные, бухтовые и скалистые. В районе Анапы есть пляжи с кварцевым песком.

## Климат

### Районирование
На Черноморском побережье Кавказа выделяются два климатических пояса: умеренный и субтропический. Пояса состоят из трёх климатических областей. Вот они: атлантико-континентальная европейская (степная) область на участке от Тамани до Анапы, горная область Большого Кавказа на участке от Анапы до Туапсе, причерноморская область от Туапсе до Адлера и далее за пределы России — субтропический влажный (близкий влажным субтропикам Абхазии, Колхиды, Понта, Аджарии и Грузии). Причиной формирования этих двух различных типов климата является рельеф, точнее — высота гор. До Туапсе их высота не поднимается выше 1,000 м, и они не являются серьёзным орографическим барьером для влагонесущих Средиземноморских потоков воздушных масс с юго-запада, а также северных холодных воздушных потоков. После Туапсе высота гор достигает 3000 и более метров, на западных наветренных их склонах весь год выпадает большое количество осадков. Среднегодовая сумма осадков в сочинском регионе является рекордной для Европы — в среднем около 1644 мм в год. При этом в отдельных ущельях в некоторые годы она стабильно превышает и 2000 (в некоторые годы доходит до 2835 мм).

### Умеренный пояс

#### Степная область
Степи. Климат умеренно континентальный, смягченный морем, с жарким летом и мягкой, практически неморозной зимой. Хотя количество осадков очень невелико (в среднем 399 мм/год), засухи здесь не сильны, и летом температуры достигают в среднем 26—30°С. Такой характер обусловлен действием воздушных масс, приносящих, кроме того, осенью максимальное количество осадков (до 600 мм) и выдерживающих температуры зимой около 2—5°С. Таким образом, среднегодовые температуры на Тамани колеблются в пределах 10 — 14°С. Другой особенностью полуострова являются пыльные бури, вызываемые дующими зимой и летом северо-восточными и восточными холодными ветрами. С последними связана также малая высота снежного покрова, выдуваемого с равнин. При наличии кратковременных морозов грунт промерзает на глубину до 5 см. Безморозных дней более 220. Климат предгорий — умеренно континентальный, без резких колебаний суточных и месячных температур.

#### Горная область Большого Кавказа

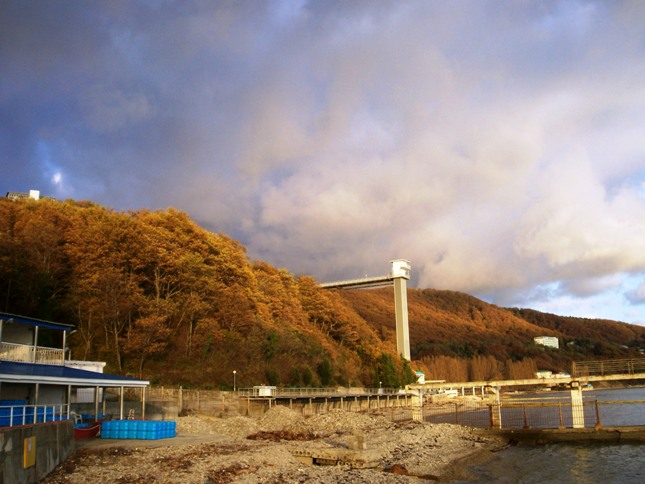
Побережье Чёрного моря в ноябре возле санатория «Нефтяник Сибири» поблизости от посёлка Тюменский. Туапсинский район Краснодарского края.

Климат с жарким, сухим летом и мягкой, дождливой зимой. Летом территория находится под преобладающим влиянием субтропических антициклонов, зимой сильно развита циклоническая деятельность. Средние температуры января от +1° до +4°, июля около +23°. Среднегодовая температура +12°-14°. ГКО от 400 до 600 мм; режим осадков — ярко выраженный зимний максимум при летней засушливости. Количество солнечных дней в году — 300 и более.
Для побережья от Новороссийска до Геленджика характерны местные северо-восточные ветры, известные как новороссийская бора (итал. bora, от лат. boreas, греч. boréas — северный ветер), сильный и порывистый ветер, дующий преимущественно в холодное время года вниз по горному склону и приносящий значительное похолодание (в отличие от фёна). Такие ветры наблюдаются в местностях, где невысокий горный хребет граничит с тёплым морем; например, на Адриатическом побережье Балканского полуострова, на северо-западе Черноморского побережья Кавказа между Туапсе и Новороссийском, и особенно в самом Новороссийске (где называется норд-ост), на берегах Байкала (сарма), на Новой Земле и т. п. Бора образуется при вторжениях масс холодного воздуха, который, переваливая невысокий хребет, адиабатически сравнительно мало нагревается и с большой скоростью «падает» по подветренному склону под действием градиента давления и силы тяжести. Бора нередко приводит к катастрофическим последствиям (например, обледенение судов, смерчи, торнадо и др.). В Новороссийске в среднем бывает 46 дней в году с борой (чаще всего с ноября по март); продолжительность отдельной боры 2-3 суток (иногда до 1 недели), а скорость ветра достигает 40 м/сек (на Маркотхском перевале около Новороссийска — 60 м/сек и более).

### Субтропический пояс

#### Причерноморская область
Средние температуры января +5—7° (средняя дневная для января +10°), среднеиюльская около +23°, среднегодовая температура +13—16°. Склоны гор Западного Кавказа — самое влажное место Европы. Так, например, на склонах хребта Ачишхо выпадает более 3000 мм осадков.
На побережье осадков весь год выпадает много, около 2000 мм, с небольшим плохо выраженным зимним максимумом. Ниже 0 градусов столбик термометра опускается в среднем только раз в 10-15 лет. Абсолютные минимальные температуры для Сочи составляют −13° градусов (Мадрид −12°, Стамбул −9°, Шанхай −12°, Токио −9°).
Снег выпадает не ежегодно, устойчивого снежного покрова не образуется.
Для этих районов побережья характерны температурные инверсии. На высоте 100 м над уровнем моря в зимние месяцы температуры часто на 5—10° выше, чем в низменных местах у самого берега моря, куда из межгорных долин затекает холодный воздух с северо-восточными ветрами. По этой причине плантации цитрусовых, находящихся в районе Сочи у северной предельной границы своего распространения, размещают на склонах на высоте до 100 м; выше по склонам средние январские температуры вновь понижаются.

### Сходства
1. положительные зимние температуры;
2. высокие летние температуры;
3. осадки холодного периода — почти исключительно в виде дождя, редко снег;
4. затяжные переходные сезоны, объясняемые отепляющим влиянием моря осенью и охлаждающим — весной.

Так, Сочи считается городом «трёх сезонов» — лето наступает в начале мая, заканчивается в конце октября, плавно перетекая в осень, которая длится с ноября до середины января, уже в феврале, с зацветанием многих деревьев, наступает весна, длящаяся вплоть до конца апреля.

### Различия
1. зимние температуры выше к югу от Туапсе;
2. различный режим осадков (только на участке от Геленджика до Адлера их годовая сумма увеличивается с 796 до 1614 мм)[5];
3. осадки в виде снега характеризуются меньшей повторяемостью к югу от Туапсе;
4. абсолютные минимумы температур для Новороссийска — 23 °C, для Сочи — 13 °C.

Высотная поясность западных склонов Кавказа юго-восточнее Туапсе

Различна также и структура высотной поясности к северу и к югу от Туапсе. Юго-восточнее Туапсе набор высотных поясов шире, в районе Новороссийска на Маркхотском хребте их фактически всего два; различна высота климатической снеговой линии — северо-западнее Туапсе она вообще отсутствует ввиду низкой высоты гор; по этой же причине отсутствуют следы четвертичных оледенений в этих районах.
На западных склонах Кавказа в районе Сочи нижний высотный пояс до высоты 800 м занимают широколиственные грабово-буково-дубовые леса с вечнозеленым подлеском и лианами; до высоты 1500 м лежат хвойно-широколиственные и темнохвойные леса с преобладанием кавказской пихты; до высоты 2200 м поднимается высотный пояс субальпийских криволесий и редколесий, а ещё выше — альпийские и субальпийские луга; средняя высота климатической снеговой границы 2800 м, выше которой расположен нивальный пояс.

### Реки
Реки и ручьи Черноморского побережья России коротки, но многоводны. Питание — дождевое, подземное, в южной части — снеговое и ледниковое. Общий годовой сток пресной воды в Чёрное море достигает 7,5 км³. Выходы минеральных источников имеются практически по всему Черноморскому побережью: у Красной Поляны, близ Геленджика, Анапы, а также по рекам северного склона: Убин, Афипс, Белой.
Список крупнейших рек черноморского побережья России:
| - Гостагайка - Анапка - Москага - Сукко - Дюрсо - Озерейка - Цемес - Дооб - Яшамба - Адербиевка - Джанхот - Бетта | - Вулан - Джубга - Шапсуго - Нечепсуго - Ту - Кабак - Понежина - Колихо - Туапсе - Деде - Шепси - Шуюк | - Макопсе - Аше - Куапсе - Цусхеадж - Чухукт - Чимит - Шахе - Якорная Щель - Буу - Хобза - Лоо - Дагомыс | - Псахе - Сочи - Бзугу - Мацеста - Агура - Хоста - Большая Херота - Мзымта - Псоу - Псезуапсе |

### Флора и растительность

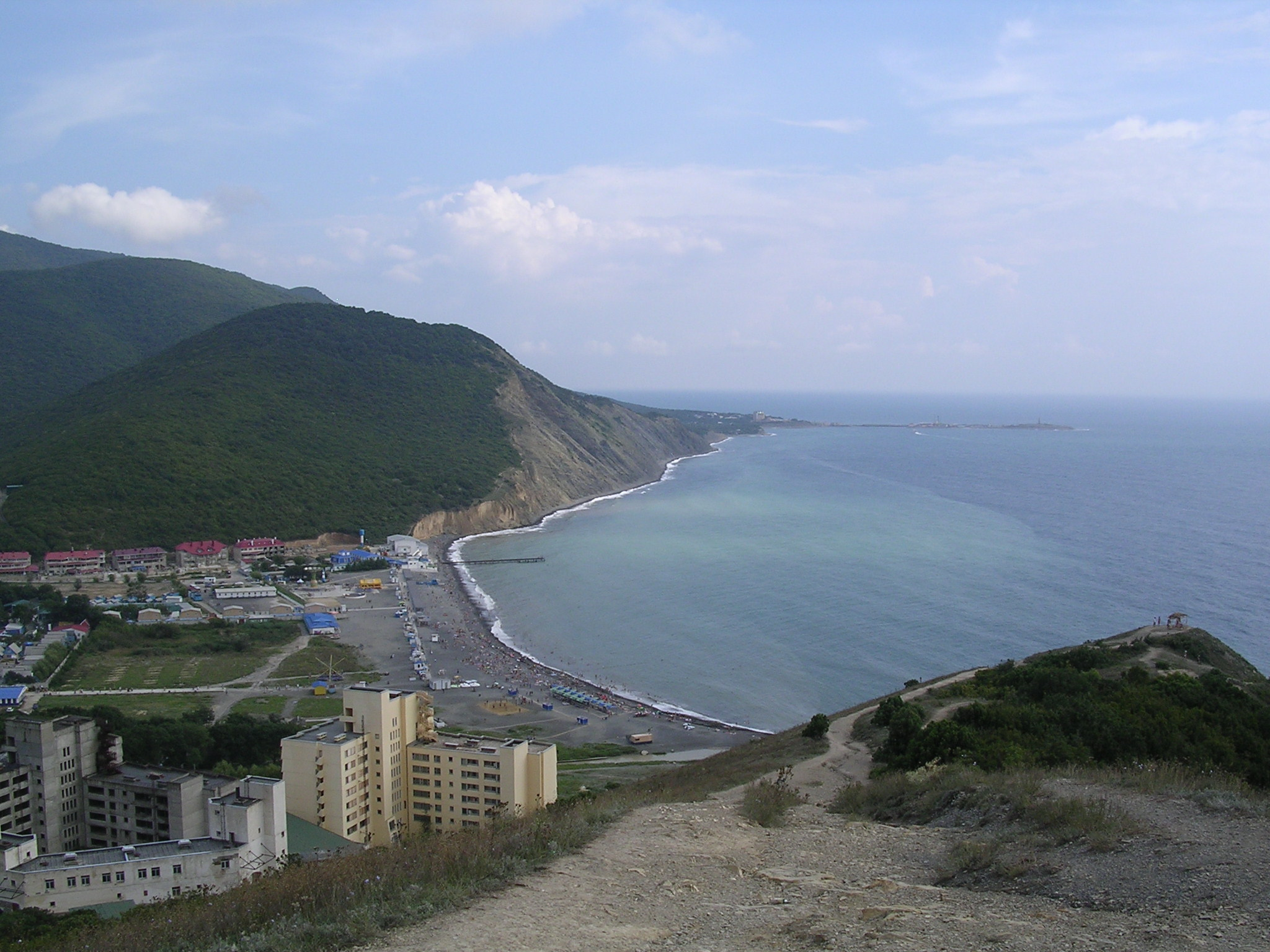
Вид на долину Сукко, косу и остров Утриш

Современная флора Черноморского побережья России является его наиболее яркой, отличительной чертой, своего рода визитной карточкой, поражая пестротой цветовой гаммы и видовым разнообразием. При этом большинство так называемых субтропических видов акклиматизированы здесь совсем недавно — в конце XIX — начале XX века, то есть являются интродуцентами. Лишь небольшое количество самых морозоустойчивых видов являются автохтонными. В основном это кустарники подлеска: лавровишня, падуб, самшит, несколько видов рододендронов и некоторые другие. Большинство влаголюбивых теплолюбивых видов погибло в период первого оледенения. Леса ЧПР носят в целом общероссийский листопадный характер, но, по мере всемирного потепления, они принимают всё более субтропический вид, соответствующий современному климату региона. Искусственные вечнозеленые насаждения появились здесь в конце XIX века, поначалу в парках, ботанических садах и оранжереях. Во второй половине XX века многие из них одичали и распространились за пределы парков и оранжерей: веерные пальмы, лавр, альбиция, маклюра, мушмула, инжир, зизифус, средиземноморские калины, китайские бирючины, лох колючий, эвкалипты, разнообразные лианы, чай, цитрусовые и другие.
| Растительная зона  | Класс растительности       | Основная растительная формация | Диагностические виды класса и подчинённых синтаксонов |
| ------------------ | -------------------------- | ------------------------------ | --- |
| Неморальная лесная | Carpino-Fagetea sylvaticae | Леса из бука восточного        | Бук восточный, дуб скальный, пихта Нордмана, граб обыкновенный, клён остролистный, черешня, рододендрон понтийский, лавровишня лекарственная, падуб колхидский, бузина чёрная, плющ обыкновенный… |
| Неморальная лесная | Carpino-Fagetea sylvaticae | Леса из дуба скального         | Бук восточный, дуб скальный, пихта Нордмана, граб обыкновенный, клён остролистный, черешня, рододендрон понтийский, лавровишня лекарственная, падуб колхидский, бузина чёрная, плющ обыкновенный… |
| Неморальная лесная | Quercetea pubescentis      | Леса из дуба пушистого         | Дуб пушистый, сосна калабрийская (пицундская), граб восточный, скумпия кожевенная… |
| Степная            | Festuco-Brometea           | Сухие степи                    | Типчак, ковыль понтийский, пион узколистный, осока низкая, полынь крымская, зверобой льнянковидный…                                                                                               |

В северной болотистой части близ Дельты Кубани многочисленны заломы камыша и тростника, плавни. Далее к югу более ярко выражена высотная поясность. Речные долины и горные склоны Кавказа до высоты 200—300 метров покрыты субтропическими (по климату) листопадными лесами с вечнозелёным подлеском, далее смешанными и хвойными горными лесами. Сухой средиземноморский климат северной половины Черноморского побережья благоприятен для выращивания таких теплолюбивых культур как грецкий орех, виноград, каштан, гранат, хурма, ежевика, розмарин, персики, абрикосы и др. Ближе к югу, во влажных условиях сочинских субтропиков растут цитрусовые (мандарины и лимоны), различные виды магнолий (обыкновенная, японская и др), тюльпановые деревья, лавр, агава, юкка, пальмы, акклиматизированные виды эвкалиптов, чайные кусты, произрастают мирт, рододендрон, бамбук, мимоза, азалия, всю зиму могут цвести холодоустойчивые анютины глазки и др. В августе поверхность Чёрного моря светится. Это продукт жизнедеятельности фосфоресцирующей черноморской водоросли под названием ноктилюка (по-русски ночесветка).

### Фауна
Виды-эндемики: тур западно-кавказский (тур Северцова), прометеева мышь, кавказский улар (горная индейка), кавказский тетерев, кавказская гадюка (змея Кознакова) и др.
Акклиматизированные виды и инвазивные виды: алтайская белка и енотовидная собака (выпущены в 1937—1940 годах), а позже — североамериканский енот, ондатра, нутрия (1960-е 1970-е).
В горах встречаются кавказский медведь, рысь, кабан, дикий кот, кавказский благородный олень, косуля, зубробизон, тур. В ущельях живут ужи и медянки, черепахи. В реках и ручьях обитают норки, выдры, а из птиц — оляпка. В дельте Кубани и на лиманах много водоплавающей птицы, повсеместно встречаются чайки. В горных реках и ручьях встречается форель. В водах Чёрного моря водятся дельфины.
Бабочки: траурница, адмирал, парусник, крапивница, ночной бражник, крупные богомолы (до 10 см в длину). В конце мая — начале июня, когда ночи на побережье становятся уже достаточно тёплыми и влажными, на большей части Черноморского побережья появляются крупные светлячки.

## История
Черноморское побережье России было заселено древними людьми очень давно. Так называемая Дольменная культура распространилась здесь ещё за 2-3 тысячи лет до нашей эры. Необычные сооружения — дольмены — в большом количестве встречаются именно на черноморском побережье России.

Греческие города-колонии Северного Причерноморья

Во времена ранней античности с севера сюда заходили сарматы, и, по-видимому, скифы, торговали с ними на своих судах древние греки, которые несмотря на своё постоянное присутствие всё же не образовали здесь многочисленных поселений. Побережье было в некоторой степени затронуто древнегреческой колонизацией, а затем и косвенным влиянием Римской империи в период её наивысшего могущества.
Различные адыгские племена (шапсуги, натухайцы и др.), сейчас немногочисленные по причине кровопролитной Русско-Кавказской войны, в ходе которой на родной земле осталось около 5 % адыгов, являются автохтонным населением этого региона. Христианское влияние Византии в раннефеодальный период сменилось контролем мусульманской Османской империи после XV века, распространившей среди местного населения ислам. Адрианопольский мирный договор 1829 года, заключённый между проигравшей Османской империей и победившей Российской империей узаконил передачу ЧПР последней, хотя российская армия в ходе различных русско-турецких войн трижды захватывала Анапу в 1791, 1808, 1828 годах. После 1830-х годов началось заселение края славянскими переселенцами (русские, украинцы), хотя первое славянское государство (Тмутараканское княжество) сложилось в северной части ЧПР ещё в 944—965 годах и просуществовало до начале XII века.

## Национальный состав
Современный национальный состав населения побережья довольно разнообразен. Преобладают русские (70 %), проживают также армяне, численность которых значительно возросла в связи с иммиграцией из Армении в 1990-е годы, адыги (черкесы), заметны украинцы, грузины, греки и др.
Понтийские греки были довольно многочисленны после массового бегства их из Османской империи в начала XX века. Сталинские репрессии, а затем и массовая репатриация в Грецию после распада СССР значительно сократили их число.
Шапсуги (один из адыгских народов), которых осталось не более 4 тысяч человек, компактно проживают в нескольких аулах в Туапсинском районе.

## Экономика
Благоприятный климат побережья сказывается на хозяйственной деятельности человека. В сельском хозяйстве развито: чаеводство (самые северные чайные плантации в мире), субтропическое плодоводство, в том числе возделывание цитрусовых. Черноморское побережье России — крупнейшая в стране зона внутреннего пляжного туризма, детского туризма (пионерский лагерь «Орлёнок») и спортивного туризма (комплекс Красная Поляна). На Черноморском побережье представлены все существующие виды отдыха и туризма: семейный, детский, активный, экстремальный, корпоративный, лечебный, ознакомительный. За годы Советской власти и в последнее время создана развитая инфраструктура.

## Спорт
Черноморское побережье Кавказа представляет огромные возможности для занятия разнообразными видами спорта, в том числе и экстремальными: альпинизм, скалолазание, плавание, дайвинг, виндсерфинг, яхтинг, парапланеризм, водные лыжи, кайтсерфинг, аквабайк, полёты на парапланах над морем, катания на водных аттракционах, таких как «банан» или «таблетка». В 1990-е и 2000-е годы построено большое количество аквапарков, отремонтировано большое количество детских лагерей. Каньонинг, рафтинг и джиппинг, пешие походы с ночёвками и без, отдых «дикарями», прогулки на лошадях, катание на катамаране и кораблях, рыбалка и охота. В высокогорьях можно заниматься зимними видами спорта большую часть года, а на побережье — летними практически круглый год.